# Oratostylum ricardoi
Oratostylum ricardoi är en tvåvingeart som beskrevs av Jason Gilbert Hayden Londt 1985. Oratostylum ricardoi ingår i släktet Oratostylum och familjen rovflugor.
Artens utbredningsområde är Namibia. Inga underarter finns listade i Catalogue of Life.